# 矮波

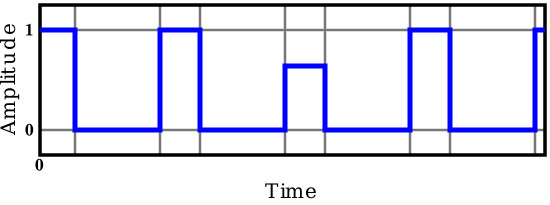
中間的脈波其振幅和其他方波不同，即為矮波

矮波（runt pulse）也稱為短脈衝，是数字电路中電位介於高準位和低準位之間的脈波，因為信號的上昇時間及下降時間因素，使信號無法到達正確的高準位或是低準位。矮波可能會因為非同步的時脈切換所造成，也有可能是因為競爭危害（信號經由電路的二個不同路徑，兩路徑延遲時間不同，之後再重組成為最終信號）的結果，或是触发器的亞穩定性所產生。

## 舉例
有些示波器可以受矮波信號的觸發。若信號超過二個阈值电压中的一個，但沒有超過二個阈值电压時，即為矮波。